# Alfred Flatow
Alfred Flatow (n. 3 octombrie 1869, Danzig, Regatul Prusiei – d. 28 decembrie 1942, Lagărul de concentrare Theresienstadt, Ústí nad Labem, Cehia) a fost un sportiv german, medaliat olimpic, exterminat în Lagărul de concentrare Theresienstadt.